# Atlético de San Juan FC
Atlético de San Juan FC es un club de fútbol localizado en San Juan, Puerto Rico. Fundado en 2008, juega en la Puerto Rico Soccer League, en la Primera División de la isla.  El club utiliza el Estadio Hiram Bithorn con una capacidad de 18,000 espectadores.

## Historia

### Puerto Rico Soccer League
Temporada 2008
Sevilla FC 2-0.

Temporada 2009
El Atlético de San Juan comenzó la temporada con una victoria sobre Guaynabo Fluminense FC por 2-0. Logró terminar cuarto con 31 puntos. Esa temporada terminarían como subcampeones perdiendo la final 3-2 contra el Bayamon FC.
| Temporada | Posición |
| --------- | -------- |
| 2008-09   | 3.º      |
| 2009-10   | 4.º      |

## Estadio

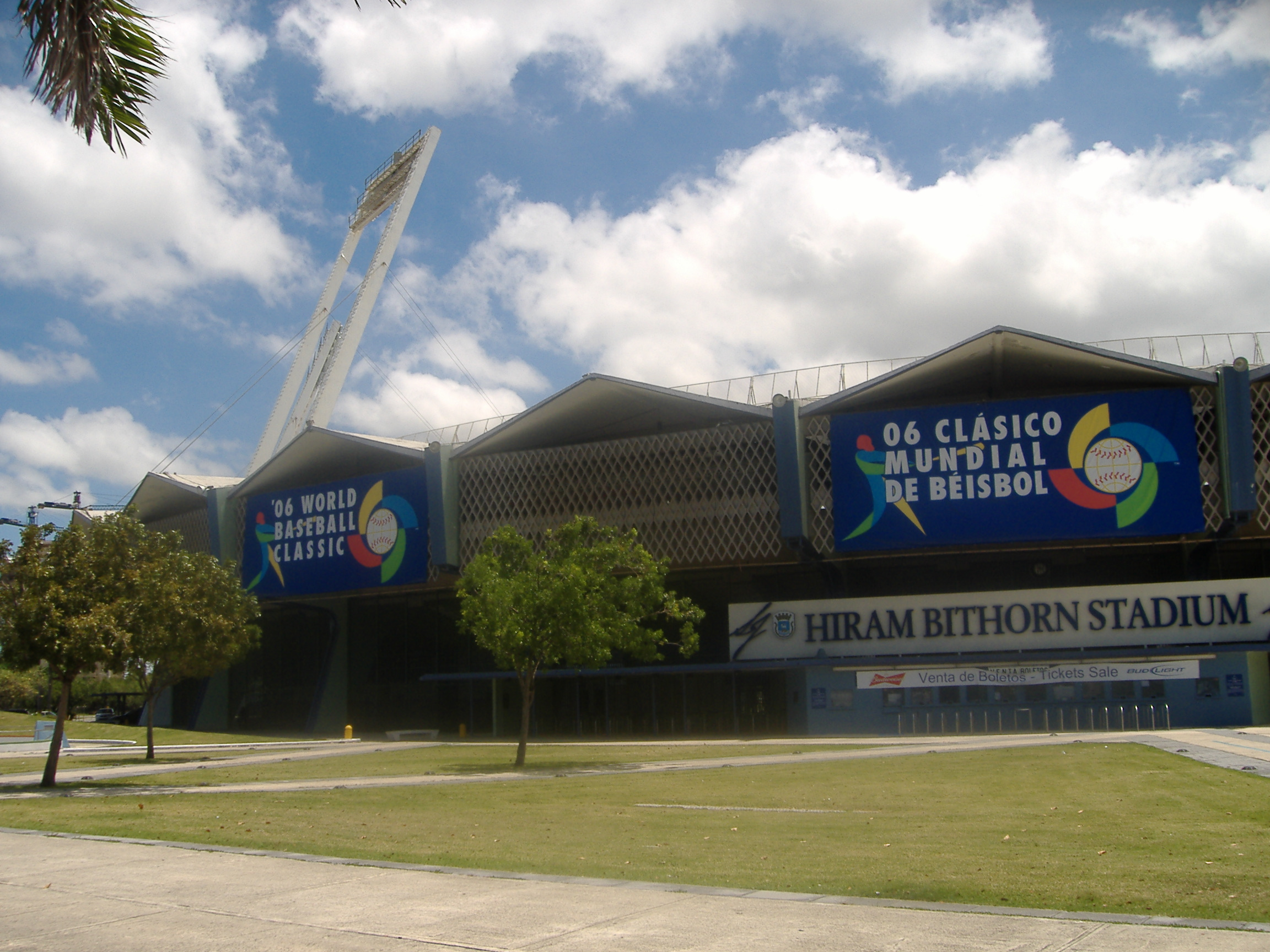
La entrada principal del Estadio

El equipo juega en el Hiran Bithorn. Lo comparten con Academia Quintana.

## Directiva del Club
Presidente: Roberto Lucena
Vicepresidente: Ricardo Carillo
Tesorero: Antonio Martínez
Secretario: Carmen Carillo

## Palmarés
- Puerto Rico Soccer League:
  - Sub-Campeón (1): 2009